# Nini Roll Anker
Nini Roll Anker (née le 3 mai 1873 à Molde et morte le 20 mai 1942) est une romancière et dramaturge norvégienne. Elle est mariée deux fois, d'abord avec Peter Martin Anker et plus tard avec Johan August Anker. Sa carrière littéraire débute avec le roman Je mélange en 1898, qu'elle publie sous le pseudonyme de Jo Nein. Parmi ses grands romans figurent Svake kjøn (1915) et Kvinnen og den svarte fuglen (sorti à titre posthume en 1945).